# فيكتور 2022
فكتور 2022 هو مظهر تم إنشاؤه لموسوعة ويكيبيديا على الإنترنت. إنه تحديث للجيل السابق، فكتور 2010.

## وصف
يتميز فكتور 2022، وهو تحديث لـ فكتور 2010 السابق لجلد ويكيبيديا، بواجهة مستخدم منقحة تقوم بإجراء العديد من التغييرات على ترتيب عناصر الواجهة. من بينها، قائمة اختيار اللغة، التي كانت موجودة سابقًا على يسار الشاشة، توجد الآن في الزاوية اليمنى العليا من عرض المقالة التي تتم قراءتها حاليًا. بالإضافة إلى ذلك، يمكن طي الشريط الجانبي خلف زر الهامبرغر. يعمل فكتور 2022 أيضًا على زيادة هوامش عرض المقالة، مما يؤدي إلى الحد من عرض المقالة ؛ يوجد تبديل يمكنه تقليل الهوامش وتوسيع عرض سطر المقالة لملء الشاشة. لم يتم زيادة الحجم الافتراضي للنص، على الرغم من أن مؤسسة ويكيميديا أخبرت انجادجيت أنها تأمل في جعل هذا خيارًا في المستقبل. تم أيضًا تحديث وظيفة البحث في فكتور 2022، حيث تتضمن النتائج المقترحة ردًا على استفسارات المستخدم الآن صورًا وأوصافًا قصيرة من الصفحات المعنية.
بعد الإطلاق الشامل لـ فكتور 2022، لا يزال من الممكن قراءة ويكيبيديا باستخدام السطح السابق. ومع ذلك، للقيام بذلك يتطلب من القراء التسجيل للحصول على حساب ويكيبيديا، ثم تعيين تفضيلاتهم لعرض فيكتور 2010 بدلاً من ذلك. لم يتم إجراء أي تغييرات على أشكال ويكيبيديا الحالية مثل كتاب احادي وابدي، والتي تظل أيضًا متاحة للاستخدام.

## تطوير
تم الإعلان عن فكتور 2022 مبدئيًا في سبتمبر 2020 ومن المقرر طرحه لأول مرة في عام 2021. وقالت مؤسسة ويكيميديا إن الدافع وراء التغيير هو الرغبة في تحديث الموقع وتحسين تجربة التصفح والتحرير للقراء غير المتمرسين بالإنترنت، حيث كان الجلد السابق يعتبر "ثقيلًا وساحقًا". وبحسب ما ورد أسفرت الاختبارات التي أجرتها المؤسسة عن زيادة بنسبة ثلاثين بالمائة في عمليات بحث المستخدم، وانخفاض بنسبة خمسة عشر بالمائة في التمرير.
تم إطلاق الإصدارات المبكرة من فكتور 2022 لأول مرة في عام 2020 على مواقع ويكيبيديا باللغات الفرنسية والعبرية والبرتغالية، حيث تم طرح ميزات الجلد الجديدة للمستخدمين للاختبار تدريجيًا قبل إصدارها الكامل. تأخر الجلد في نهاية المطاف وأصبح في نهاية المطاف الجلد الافتراضي لقراء مواقع ويكيميديا في 300 (من 318) لغة في 18 يناير 2023.

## إجابة
تم تقسيم مستخدمي ويكيبيديا حول التغييرات. طلب للتعليق على ويكيبيديا الإنجليزية يسأل المجتمع عما إذا كان يجب نشر فكتور 2022 أم لا باعتباره المظهر الافتراضي الذي تراكمت فيه أكثر من 90.000 كلمة في الردود. اعترض منتقدو إعادة التصميم بشكل بارز على المساحة البيضاء التي تُركت فارغة في الجلد الجديد، بينما انتقد المستخدمون الآخرون النقاد على أنهم متحفظون بشكل أعمى على التغييرات. أسفرت المناقشة في نهاية المطاف عن تصويت 165 محررًا ضد الجلد الجديد، بينما كان 153 مؤيدًا، وظل 9 محررين محايدين. صوّت مستخدمو ويكيبيديا السواحيلية بالإجماع ضد تفعيل الجلد الجديد.
اعتبر الصحفيون الذين استجابوا لطرح فكتور 2022 التحديث والميزات الجديدة التي تم تقديمها كإضافات مفيدة، لكن بشكل عام وصفوا الجلد بأنه تحديث ثانوي لم يغير بشكل أساسي تجربة القراءة الخاصة بهم على ويكيبيديا. كتبت آني راوردا، منشئ حسابات وسائل التواصل الاجتماعي في موقع " أعماق ويكيبيديا "، في سالت أن فكتور 2022 لم يكن "مختلفًا بشكل كبير" عن الشكل السابق. لاحظ راويردا أيضًا بالمثل بين رد فعل مجتمع ويكيبيديا ضد التصميم والمقاومات السابقة للتغييرات المرئية المماثلة على المواقع الشهيرة مثل رديت. علّق راويردا ومايك بيرل على أن المستخدمين غير الراضين عن التغيير يمكنهم التفكير في مناقشة حول الجلد، أو استخدام ميزات التخصيص المضمنة في الموقع لتغيير تجربة القراءة الخاصة بهم.